# برونو كوامي
برونو كوامي (16 ديسمبر 1927 - 17 مايو 2021) كان أسقفًا من ساحل العاج للروم الكاثوليك.
ولد كواومي في ساحل العاج ورُسم للكهنوت عام 1956. شغل منصب أسقف أبرشية الروم الكاثوليك في أبينجورو بساحل العاج من عام 1981 إلى عام 2003.